# روبرت ألفاريز
روبرت ألفاريز (بالإنجليزية: Robert Alvarez)‏ هو رسام رسوم متحركة وكاتب سيناريو ومخرج أمريكي، ولد في 1948.

## وصلات خارجية
- روبرت ألفاريز على موقع IMDb (الإنجليزية)
- روبرت ألفاريز على موقع قاعدة بيانات الفيلم (الإنجليزية)
- روبرت ألفاريز على موقع كينوبويسك (الروسية)